# Еркень
Еркень (угор. Örkény) - місто в центральній частині Угорщини, у медьє Пешт. Населення - 4 978 осіб (2001).